# Пилюля (мультфильм)
«Пилюля» — мультипликационный фильм 1983 года.

## Сюжет
Мультфильм рассказывает о том, как звери наказали обманщицу-лису.
Зимой Медведь заболел радикулитом. Заяц и Барсук рассказали ему, что Лиса может достать любое лекарство, но возьмёт втридорога. Пошёл Медведь к Лисе, она дала ему заморскую пилюлю и потребовала взамен бочку мёда. На пути домой Медведь случайно потерял пилюлю, но Лиса в ответ на это сказала, что долг за ним всё равно остался, а новую пилюлю давать отказалась. Ситуацию спас Заяц, подарив Медведю обогреватель.
Тем временем Ёж сильно возмущался, что мазь от облысения, которую ему дала Лиса, не подействовала. Летом вместе с Зайцем он решил отплатить Лисе за обман. Они прикатили к ней «волшебную» бочку из-под мёда, в которую заманили Волка. Когда Лиса открыла крышку, Волк выскочил, засунул Лису в бочку и скатил её к речке.

## Создатели
| автор сценария             | Владимир Капнинский |
| кинорежиссёр               | Роман Давыдов |
| художник-постановщик       | Александр Винокуров |
| композитор                 | Владимир Кривцов |
| кинооператор               | Борис Котов |
| звукооператор              | Владимир Кутузов |
| художники-мультипликаторы: | Владимир Зарубин, Олег Сафронов, Владимир Шевченко, Виталий Бобров                                                                        |
| роли озвучивали:           | Николай Граббе — Медведь, Наталья Гурзо — Лиса, Людмила Гнилова — Ёж, Юрий Пузырёв — Барсук, Лев Шабарин — Заяц, Владимир Прохоров — Волк |
| художники:                 | Пётр Коробаев, Николай Митрохин, Сергей Маракасов, Татьяна Макарова, Эрраст Трескин                                                       |
| ассистент режиссёра        | Татьяна Холостова |
| монтажёр                   | Елена Белявская |
| редактор                   | Пётр Фролов |
| директор съёмочной группы  | Лилиана Монахова |